# U-283
U-283 — средняя немецкая подводная лодка типа VIIC времён Второй мировой войны.

## История
Заказ на постройку субмарины был отдан 5 июня 1941 года. Лодка была заложена 10 июня 1942 года на верфи Бремен-Вулкан под строительным номером 48, спущена на воду 17 февраля 1943 года. Лодка вошла в строй 31 марта 1943 года под командованием оберлейтенанта Хайнца-Гюнтера Шольца.

### Командиры
- 31 марта 1943 года — 15 августа 1943 года оберлейтенант цур зее Хайнц-Гюнтер Шольц
- 16 августа 1943 года — 11 февраля 1944 года оберлейтенант цур зее Гюнтер Ней

### Флотилии
- 31 марта 1943 года — 31 января 1944 года — 8-я флотилия (учебная)
- 1 февраля 1944 года — 11 февраля 1944 года — 9-я флотилия

### История службы
Лодка совершила один боевой поход, успехов не достигла. 10 февраля 1944 года атаковавший лодку канадский самолёт типа «Веллингтон» был сбит. На следующий день, 11 февраля, лодка была потоплена глубинными бомбами с такого же канадского «Веллингтона». Это случилось к юго-западу от Фарерских островов, в районе с координатами 60°45′ с. ш. 12°50′ з. д.. 49 погибших (весь экипаж).